# Tanna (Vanuatu)
Tanna – wyspa Oceanii należąca do Vanuatu. Ma 40 km długości i 19 km szerokości. Jej całkowita powierzchnia wynosi 550 km². Najwyżej położonym miejscem na wyspie jest Szczyt Tukosmera o wysokości 1084 m. Wyspa ta jest najgęściej zaludniona w prowincji Tafea i liczy sobie około 20 tys. mieszkańców. Isangel, administracyjna stolica prowincji znajduje się na zachodnim wybrzeżu niedaleko Lénakel, będącego największym miastem na wyspie. Innym miastem na wyspie jest Ipikil. Góra Yasur jest najprzystępniejszym aktywnym wulkanem na świecie i znajduje się na południowo-wschodnim wybrzeżu.
Była to pierwsza wyspa Nowych Hebrydów, na której rozpoczął swoją działalność szkocki misjonarz John Gibson Paton. Z powodu dzikości nieprzyjaznych mu, ludożerczych mieszkańców musiał uciekać na Nową Południową Walię, skąd później powrócił na pobliską Aniwę.

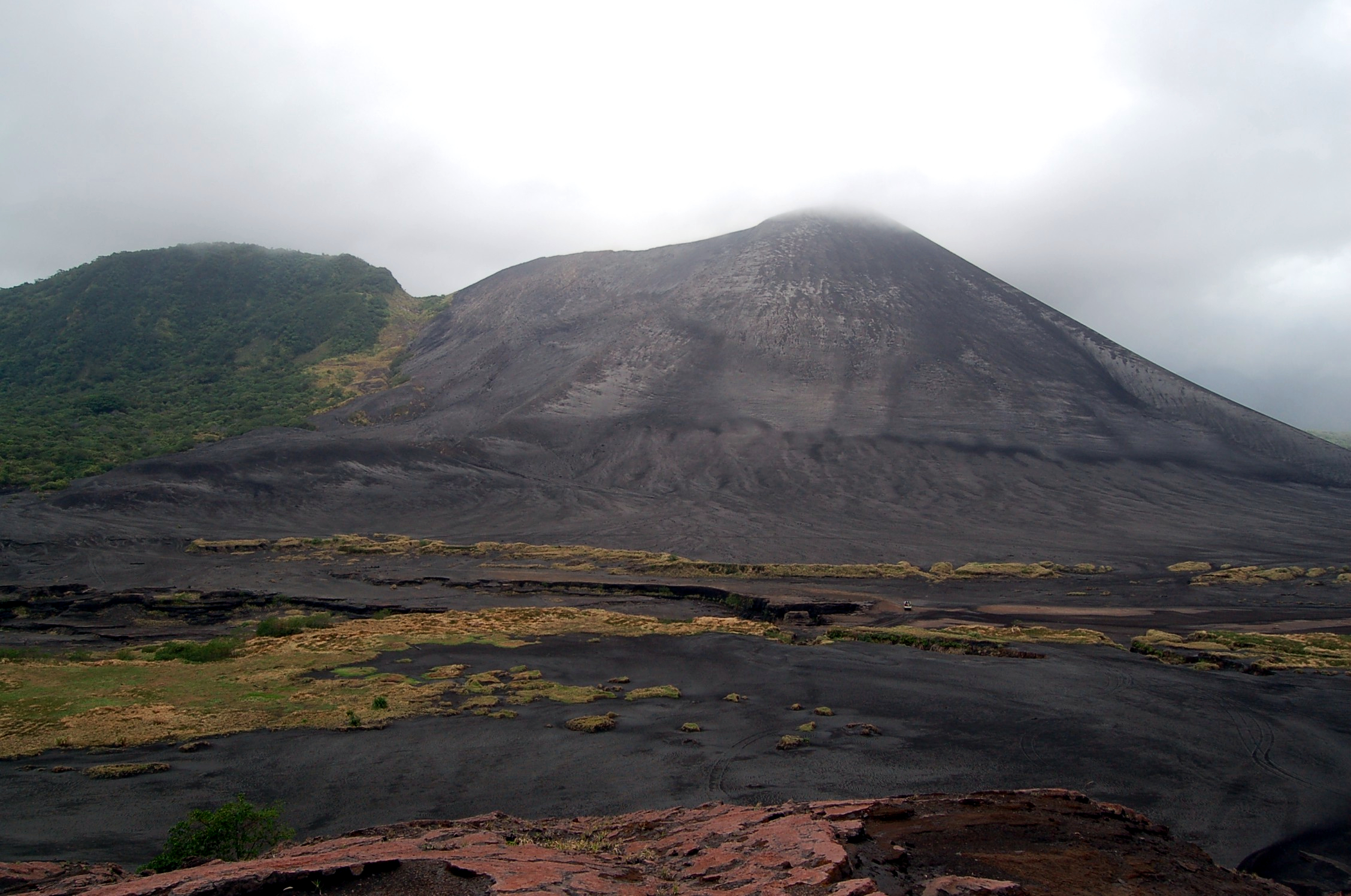
Wulkan Yasur

W latach 70. XX wieku na Tannie pojawił się ruch separatystyczny, dążący do uniezależnienia wyspy od rządów brytyjskich. W 1973 Tanna po raz pierwszy ogłosiła niepodległość. Powstało Królestwo Tanny na czele z Antoine Fournalli. 29 czerwca 1974 wojsko brytyjskie odzyskało kontrolę nad wyspą. 1 stycznia 1980 mieszkańcy wyspy po raz drugi ogłosili niepodległość. Oprócz samej Tanny państwo objęło także wyspy Aniwa, Futuna, Erromango i Aneityum. 26 maja 1980 doszło do inwazji brytyjskiej i stłumienia ruchu niepodległościowego, zaś 30 lipca 1980 Tanna wraz z pozostałymi 4 wyspami została włączona do Vanuatu jako prowincja Tafea.
Obecnie na uchodźstwie działa „król” Claude-Philippe I de Tanna tytułujący się „Roi Traditionnel et de Jure de Tanna”.